# Rotating radio transient
Ein rotating radio transient (kurz RRAT; deutsch schnell rotierende flüchtige Radioquelle) ist ein Pulsar, ein rotierender Neutronenstern mit einer gerichteten Synchrotronstrahlung entlang seiner magnetischen Dipolachse, welcher besser über eine Suche nach einzelnen Pulsen als in einer Fourier-Analysis gefunden werden kann. Der Abstand zwischen einzelnen nachweisbaren Pulsen beträgt zwischen 10 und 10.000 Sekunden bei einer Rotationsperiode der RRATs zwischen 0,1 und sieben Sekunden.

## Eigenschaften
Die rotating radio transient sind erstmals im Jahre 2005 als Transient Radio Bursts beschrieben worden, Dies war das Ergebnis einer gezielten Suche nach einzelnen Bursts im Bereich der Radiostrahlung, anstatt wie vorher üblich nach Pulsaren mit Hilfe von zeitlich sich exakt wiederholenden Signalen zu fahnden. Die Breite der einzelnen Radiopulse liegt zwischen zwei und 30 Millisekunden. Die RRAT zeigen Periodensprünge wie normale Pulsare. Im Radiobereich sind die Pulse, wenn eingeschaltet, stark moduliert, jedoch ohne Anzeichen einer Modulationsfrequenz. Die relative Verlängerung der Rotationsperiode ist bei den RRAT stärker als bei normalen Pulsaren; dies wird auf ein stärkeres Magnetfeld und entsprechend ein geringes Alter zurückgeführt.
Im Bereich der Röntgenstrahlung konnte thermische Strahlung von wenigstens einem RRAT nachgewiesen werden; die abgeleitete Temperatur von mehr als einer Million Kelvin bestätigt die Natur als Neutronenstern. Die Punktquelle ist im Röntgenbereich von einem ausgedehnten Halo umgeben, der von einem Pulsarwind-Nebel oder durch Streuung herrührt. Wenigstens zwei reguläre Pulsare wurden zeitweise als rotating radio transients wahrgenommen.
Die am häufigsten genannte Hypothese zur Natur von RRATS ist, dass diese nur eine extreme Form des Nullings und der Riesenpulse bei normalen Pulsaren sind. Diese Annahme führt bei den jetzigen Zahlen an bekannten rotating radio transients zu einem Anstieg der Entstehungsrate von Neutronensternen um einen Faktor von fünf bis sechs. Dies bedeutet, dass die Anzahl an Kernkollapssupernovae in der Milchstraße um einen entsprechenden Faktor unterschätzt wurde oder dass noch weitere Entwicklungskanäle zur Entstehung von Pulsaren führen.
Alternativ könnten Änderungen in der Anzahl an freien Ladungsträgern oder in der Stromdichte der Magnetosphäre zum Aussetzen der Pulse führen, oder die Strahlung wird blockiert durch einen Rückfall von Materie, die bei einer Supernova ausgeworfen wurde.
Die Vermutung, dass die Fast Radio Bursts extragalaktische RRAT sind, wird heute als verworfen angesehen. Die Leuchtkraft der Fast Radio Bursts liegt nämlich um viele Größenordnungen über denen der Rotating Radio Transients und außerdem scheinen FRBs sich auch – mit einer Ausnahme – nicht zu wiederholen.

## Beispiele
- PSR J1819−1458